# Trentyn Flowers
Trentyn Levi Flowers (Baltimora, 8 marzo 2005) è un cestista statunitense, professionista nella NBA con i Los Angeles Clippers e in G League con i San Diego Clippers.

## Carriera
Dopo aver completato la carriera liceale, decide di diventare professionista, giocando un anno in NBL con la casacca degli Adelaide 36ers. Non viene scelto al Draft NBA 2024, rimanendo undrafted. Firma poi un two-way contract con i Los Angeles Clippers, venendo poi associato alla squadra affiliata dei San Diego Clippers in G League.

## Statistiche

### NBA

#### Regular Season
| Anno      | Squadra       | PG | PT | MP  | TC%  | 3P% | TL% | RP  | AP  | PRP | SP  | PP  |
| --------- | ------------- | -- | -- | --- | ---- | --- | --- | --- | --- | --- | --- | --- |
| 2024-2025 | L.A. Clippers | 6  | 0  | 4,5 | 36,4 | 0,0 | 100 | 0,7 | 0,0 | 0,0 | 0,0 | 1,8 |
| Carriera  | Carriera      | 6  | 0  | 4,5 | 36,4 | 0,0 | 100 | 0,7 | 0,0 | 0,0 | 0,0 | 1,8 |

### G League
| Anno      | Squadra            | PG | PT | MP   | TC%  | 3P%  | TL%  | RP  | AP  | PRP | SP  | PP   |
| --------- | ------------------ | -- | -- | ---- | ---- | ---- | ---- | --- | --- | --- | --- | ---- |
| 2024-2025 | San Diego Clippers | 42 | 30 | 30,7 | 47,5 | 38,5 | 74,0 | 5,0 | 1,9 | 0,5 | 0,4 | 17,7 |
| Carriera  | Carriera           | 42 | 30 | 30,7 | 47,5 | 38,5 | 74,0 | 5,0 | 1,9 | 0,5 | 0,4 | 17,7 |

### NBL
| Anno      | Squadra        | PG | PT | MP   | TC%  | 3P%  | TL%  | RP  | AP  | PRP | SP  | PP  |
| --------- | -------------- | -- | -- | ---- | ---- | ---- | ---- | --- | --- | --- | --- | --- |
| 2023-2024 | Adelaide 36ers | 18 | -  | 12,8 | 45,8 | 42,1 | 61,3 | 2,9 | 0,4 | 0,3 | 0,1 | 5,2 |
| Carriera  | Carriera       | 18 | -  | 12,8 | 45,8 | 42,1 | 61,3 | 2,9 | 0,4 | 0,3 | 0,1 | 5,2 |